# 전혜린
전혜린(田惠麟, 1934년 1월 1일 ~ 1965년 1월 10일)은 대한민국의 수필가이자 번역문학가이다.

## 생애
일제강점기 1934년 1월 1일에 평안남도 순천(順川)에서 조선총독부 고급 관리인 아버지 전봉덕(田鳳德) 슬하의 1남 7녀 중 장녀로 태어났다. 전봉덕은 일제강점기 고등문관시험 사법·행정 양과에 합격한 후 총독부 관리가 됐고 광복 이후에도 법조계에 몸담았다. 전봉덕은 전혜린이 서너 살 때부터 한글과 일본어를 직접 가르쳤다. 전봉덕은 그가 대를 이어 판사나 고위 관리가 되기를 바랐지만 전혜린의 꿈은 법조인이 아니라 문인이 되는 것이었다.
한국 전쟁 중이었던 1952년에 전시 체제 임시 수도였던 부산에서 아버지의 권유로 서울대학교 법학과에 입학하였다. 독어독문학과 강의를 도강하면서 독일 문학에 심취하다가 1955년 3학년 재학 중 전공을 독어독문학으로 바꾸었고 독일 뮌헨 루트비히 막시밀리안 대학교에서 유학하였다. 전봉덕은 전혜린의 유학길을 막지는 않았지만 돈을 여유 있게 보내주지는 않았기 때문에 독일에서 전혜린은 경제적으로 궁핍한 생활을 해야 했다.
독일 유학 시절 천주교 영세를 받았다. 1956년 독일 유학생이자 법학도였던 김철수(金哲洙)와 결혼하였고, 1959년 딸을 낳았으며, 1964년 이혼하였다.
1959년 4월에 귀국하자 서울대학교·성균관대학교·이화여자대학교 등에서 강의 의뢰가 왔고 수많은 에세이를 발표했다. 독일에 있을 때부터 사망할 때까지 독일 문학 작품을 여러 편 번역했다. 독일에서 받은 학사 학위로 서른한 살이 된 해인 1964년에 성균관대학교 조교수가 되었다. (당시엔 해외학위는 물론이고 국내 대학에서도 석박사 학위자가 부족했기 때문에 학사 학위자가 교수직을 맡는 일은 흔한 일이었다)
번역한 책으로는 루이제 린저의 《생의 한가운데》, 헤르만 헤세의 《데미안》, 하인리히 뵐의 《그리고 아무 말도 하지 않았다》, 이미륵의 《압록강은 흐른다》 등 10여 편으로, 이 작품들을 통해 당대 청년들에게 영향을 끼친 바가 크다.
1965년 1월 10일 서울특별시 중구 남학동 자택에서 자살로 생을 마감하였다. 사후(死後) 출간 된 수필 《그리고 아무 말도 하지 않았다》(1966년)와 《이 모든 괴로움을 또 다시》(1968년)가 있다. 1994년에 발간된 《목마른 계절》은 두 수필의 내용을 발췌해서 한 권으로 만든 것이다. 이 수필들에서는 치열한 삶에 대한 열정을 보였다. 범상한 일상에 만족하지 말고 이상을 향해 끊임없이 나아가야 한다고 시종일관 주장했고, '이상을 향한 동경'을 버릴 때 인간은 현실이라는 울타리 안에서 자족하는 돼지가 되고 만다고 했다.

## 학력
- 경기여자중학교
- 경기여자고등학교
- 서울대학교 법학과 중퇴
- 독일 뮌헨 루트비히 막시밀리안 대학교 독어독문학 학사 학위

## 경력
- 독일 뮌헨 루트비히 막시밀리안 대학교 조교
- 서울대학교 법과대학 강사
- 이화여자대학교 강사
- 성균관대학교 조교수
- 펜클럽 한국본부 번역분과위원

## 평가
독일 유학 때부터 시작된 전혜린의 번역 작품들은 정확하고 분명한 문장력과 유려한 문체의 흐름으로 많은 독자들에게 사랑을 받았다. 전혜린의 유고 수필집 《그리고 아무 말도 하지 않았다》는 1970년대 말까지 청년들의 마음을 뒤흔든 베스트셀러이다.
순수와 진실을 추구하고 정신적 자유를 갈망하던 전혜린의 모습은 지금까지도 당대의 새로운 여성상으로 평가받는 한편, 완벽한 정신세계를 지향하는 지성적인 현대 여성의 심리로서 분석되는 등 관심을 받았다.

## 저서
- 《그리고 아무 말도 하지 않았다》. 1966년. ISBN 8942220045
- 《이 모든 괴로움을 또 다시》. 1968년. ISBN 9788942220052
- 《목마른 계절》. 범우사. 1994년. ISBN 9788908060104

### 역서
- 《어떤 미소》(Un certain sourire). 1956년
- 《안네 프랑크 - 한 소녀의 걸어온 길》(Anne Frank). 1958년
- 《압록강은 흐른다》(Der Yalu Fliesst)1959년. ISBN 9788963650401
- 《파비안》(Fabian). 1960년 ISBN 9788931003758
- 《생의 한 가운데》(Mitte des Lebens). 1961년 ISBN 9788931003352
- 《에밀리에》. 1963년
- 《그래도 인간은 산다》. 1963년
- 《그리고 아무 말도 하지 않았다》(Und Sagte kein Einziges Wort). 1964년
- 《태양병》. 1965년
- 《데미안》. 북하우스. 2013년. ISBN 9788956056449

## 가계
- 아버지: 전봉덕(田鳳德, 1910년 12월 12일 ~ 1998년 5월 18일) - 일제강점기의 경찰, 대한민국의 군인, 변호사이다. 2002년 공개된 친일파 708인 명단과 2008년 발표된 민족문제연구소의 친일인명사전 수록자 명단에 올라 있다.
- 딸: 김정화(金貞和, 1959년 3월 15일 ~ )

## 전혜린을 연기한 배우
- 이재은 - 《명동백작》 《지금도 마로니에는》(EBS)
- 안유진 - 뮤지컬 《명동로망스》
- 조윤영 - 뮤지컬 《명동로망스》
- 전성민 - 뮤지컬 《명동로망스》
- 서예림 - 뮤지컬 《명동로망스》